# El Gitano Ivanoff
Juan Carlos Torres es un luchador profesional argentino personificó a el Gitano Ivanoff en  Titanes en el Ring.
En 1978 Torres debutó en la troupe de Karadagián, personificando al Gitano Ivanoff, ese mismo año mantuvo un combate contra Karadagián, en el programa de televisión Titanes en el Ring, que se emitía por Canal 2. Torres se mantuvo en Titanes hasta el último programa emitído en 1988 por Canal 11.
En 1997 Paulina Karadagián lo convocó para participar de la reunión de los Titanes originales. Titanes en el Ring 1997 incluía a Juan Manuel Figueroa (La Momia), Adolfo Sánchez (Julio César), José Arévalo (Kanghai el Mongol), Juan Domingo Vera (el Coreano sun) y muchos más.
En su trayectoria en Titanes en el Ring personifico a Charles Ulsemer, Alitiun, Sabú,Joe Uzcudún, Mercenario Joe, El Leopardo, El Principe de Napoli, Yolanka, Máscara Negra, Remo, El Dogo, Mano Negra, El Gitano Ivanoff, El Caballero Rojo, El Apache Francés, Goldenman el hombre de oro, Ivanoff, La Momia Negra, Dink C (ocasionalmente) y La Momia.  
En 1984 fue parte de Colosos de la Lucha donde personifico a Jean Paul Marchant el acróbata francés y en ocasiones a El Verdugo.  
En 1992 integró la troupe de Rambo y sus Titanes donde personifico a Tuckleberry y ocasionalmente a Mad Dog.  
En shows de troupes fuera de TV personifico a Freddy Krueger.       